# Spinus xanthogastrus
El jilguero ventriamarillo o jilguero pechinegro (Spinus xanthogastrus) es una especie de ave paseriforme de la familia Fringillidae propia de América Central y el noroeste de América del Sur. Se extiende desde el sur de Costa Rica al de Ecuador, Bolivia central y las tierras altas del noroeste de Venezuela. 
El Carduelis xanthogastra cría en los bosques de robles de montaña en altitudes de 800–3000 m s. n. m.